# Ambassade du Pérou en France
L'ambassade du Pérou en France est la représentation diplomatique de la république du Pérou auprès de la République française. Elle est située 50 avenue Kléber dans le 16e arrondissement de Paris, la capitale du pays. Son ambassadeur est, depuis 2022, Rolando Ruiz Rosas Cateriano.

## Édifice
L'ambassade est installée dans un hôtel particulier appartenant au gouvernement péruvien depuis 1958. Il a été construit en 1880 par Julien Bayard et remanié en 1912 par Émile Hochereau. Il a été partiellement inscrit aux monuments historiques par arrêté du 21 décembre 2004.
Dans les années 1900, la légation du Pérou se trouvait 26 rue Beaujon, tandis que sa chancellerie était installée 14 rue Chateaubriand et le consulat général 7 rue de la Pépinière  (8e arrondissement). Dans les années 1920, le 14 rue Chateaubriand accueillait désormais l'ambassade du Pérou, le consulat se trouvant 127 rue du Faubourg-Saint-Honoré (8e arrondissement).

## Ambassadeurs du Pérou en France
| Date de nomination | Date de nomination                                                  | Date de remise des lettres de créance                               | Date de remise des lettres de créance                               | Diplomate                                                           |
| En qualité d'envoyés extraordinaires et ministres plénipotentiaires                                                             | En qualité d'envoyés extraordinaires et ministres plénipotentiaires | En qualité d'envoyés extraordinaires et ministres plénipotentiaires | En qualité d'envoyés extraordinaires et ministres plénipotentiaires | En qualité d'envoyés extraordinaires et ministres plénipotentiaires |
| --- | ------------------------------------------------------------------- | ------------------------------------------------------------------- | ------------------------------------------------------------------- | ------------------------------------------------------------------- |
| ? |                                                                     | 20 décembre 1877                                                    | [ JORF 1 ]                                                          | Juan Mariano de Goyeneche y Gamio                                   |
| ? |                                                                     | 19 février 1880                                                     | [ JORF 2 ]                                                          | Toribio Sanz                                                        |
| ? |                                                                     | 11 novembre 1886                                                    | [ JORF 3 ]                                                          | Carlos de Candamo                                                   |
| ? |                                                                     | 21 avril 1891                                                       | [ JORF 4 ]                                                          | Andrés Avelino Cáceres                                              |
| ? |                                                                     | 7 avril 1893                                                        | [ JORF 5 ]                                                          | Canevaro                                                            |
| ? |                                                                     | 14 janvier 1901                                                     | [ JORF 6 ]                                                          | Carlos de Candamo                                                   |
| |                                                                     |                                                                     |                                                                     |                                                                     |
| ? |                                                                     | 3 septembre 1920                                                    | [ JORF 7 ]                                                          | Mariano Cornejo Zenteno (es)                                        |
| ? |                                                                     | 3 décembre 1930                                                     | [ JORF 8 ]                                                          | Francisco García Calderón Rey                                       |
| En qualité d'ambassadeurs extraordinaires et plénipotentiaires                                                                  |                                                                     |                                                                     |                                                                     |                                                                     |
| ? |                                                                     | 8 avril 1948                                                        | [ JORF 9 ]                                                          | Arturo García Salazar (es)                                          |
| ? |                                                                     | 28 février 1950                                                     | [ JORF 10 ]                                                         | Federico Díaz Dulanto (es)                                          |
| ? |                                                                     | 14 octobre 1954                                                     | [ JORF 11 ]                                                         | Luis Solari                                                         |
| ? |                                                                     | 22 novembre 1956                                                    | [ JORF 12 ]                                                         | Héctor Boza (es)                                                    |
| ? |                                                                     | 1er juin 1964                                                       | [ JORF 13 ]                                                         | Julio Óscar Trelles Montes (es)                                     |
| ? |                                                                     | 31 janvier 1967                                                     | [ JORF 14 ]                                                         | Francisco Miró Quesada                                              |
| ? |                                                                     | 27 novembre 1969                                                    | [ JORF 15 ]                                                         | Mario Alzamora Valdez                                               |
| ? |                                                                     | 27 mars 1972                                                        | [ JORF 16 ]                                                         | Augusto Enrique Morelli Pando (de)                                  |
| 23 juillet 1973 - 10 août 1975 : rupture des relations diplomatiques en raison des essais nucléaires français dans le Pacifique |                                                                     |                                                                     |                                                                     |                                                                     |
| ? |                                                                     | 23 décembre 1975                                                    | [ JORF 17 ]                                                         | Juan Miguel Bákula Patiño (es)                                      |
| ? |                                                                     | 11 mai 1978                                                         | [ JORF 18 ]                                                         | Alberto Wagner de Reyna (es)                                        |
| ? |                                                                     | 20 novembre 1980                                                    | [ JORF 19 ]                                                         | Alfonso Arias Schreiber                                             |
| ? |                                                                     | 13 juillet 1988                                                     | [ JORF 20 ]                                                         | Nicanor Mujica Álvarez-Calderón (es)                                |
| ? |                                                                     | 30 septembre 1991                                                   | [ JORF 21 ]                                                         | Hugo Ernesto Palma Valderrama (es)                                  |
| ? |                                                                     | 9 mai 1996                                                          | [ JORF 22 ]                                                         | Maria Luisa Federici Soto                                           |
| ? |                                                                     | 15 novembre 2001                                                    | [ JORF 23 ]                                                         | Javier Pérez de Cuéllar                                             |
| ? |                                                                     | 7 novembre 2005                                                     | [ JORF 24 ]                                                         | Francisco Miró Quesada Rada (es)                                    |
| ? |                                                                     | 6 juin 2011                                                         | [ JORF 25 ]                                                         | José Antonio Arróspide del Busto (es)                               |
| ? |                                                                     | 22 décembre 2011                                                    | [ JORF 26 ]                                                         | Cristina Velita de Laboureix                                        |
| ? |                                                                     | 23 février 2017                                                     | [ JORF 27 ]                                                         | Álvaro de Soto                                                      |
| ? |                                                                     | 2019                                                                |                                                                     | Cristina Ronquillo De Blodorn                                       |
| ? |                                                                     | 22 juillet 2022                                                     | [ JORF 28 ]                                                         | Rolando Ruiz Rosas Cateriano                                        |

## Consulat
Le consulat général du Pérou se trouve 25 rue de l'Arcade (8e arrondissement de Paris).